# Võntküla
Koordinaten: 58° 58′ N, 23° 49′ O
Võntküla (deutsch Wönnküll) ist ein Dorf (estnisch küla) in der Landgemeinde Lääne-Nigula im Kreis Lääne in Estland. Bis 2013 gehörte es zur mittlerweile aufgelösten Landgemeinde Taebla.
Der Ort hat 51 Einwohner (Stand 31. Dezember 2011). Seine Fläche beträgt 4,8 Quadratkilometer.
Das Dorf liegt sechzehn Kilometer nordöstlich der Landkreishauptstadt Haapsalu.